# El Palmar (Panama)
Pour les articles homonymes, voir El Palmar.
El Palmar est un corregimiento situé dans le district de Barú, province de Chiriquí, au Panama. Sa création a été établie par la loi 46 du 14 août 2018, se séparant du corregimiento de Puerto Armuelles. Sa capitale est El Palmar.